# Мейер, Алехандра
Алехандра Мейер (исп. Alejandra Martha Guzman Meyer) (26 февраля 1937, Тустла-Гутьеррес, Чьяпас, Мексика — 7 ноября 2007, Мехико, Мексика) — мексиканская актриса-комик театра и кино.

## Биография
Родилась в семье актрисы Кики Мейер (?-?). Дебютировала в качестве театральной актрисы в 1953 году, в качестве киноактрисы в 1957 году. Внесла огромный вклад в развитие мексиканского кинематографа — 98 работ в кино и телесериалах. Номинирована на премию TVyNovelas.

### Последние годы жизни
В последние годы жизни у актрисы был обнаружен рак и вдобавок была ещё почечная недостаточность. В начале ноября 2007 болезни стали прогрессировать и она была госпитализирована в больницу Святой Елены, там она и скончалась 7 ноября 2007 года. На прощание с актрисой пришли множество актёров и актрис среди них: Ракель Панковски, Росанхела Бальбо и Патрисия Рейес Спиндола. Последняя очень переживала за смерть своей близкой подруги, т.е. когда Мейер была больна, Рейес Спиндола дважды давала ей свою кровь. Похоронена актриса на кладбище Пантеон, где покоятся видные мексиканские деятели.

## Фильмография

### Избранные телесериалы
- 1974 — «Мир игрушки» — Роса.
- 1981 — «¡¡Cachún cachún ra ra!!» — Мать Калихто.
- 1985-2007 — «Женщина, случаи из реальной жизни»
- 1996 — 
  - «Ложь во спасение» — Петрона.
  - «Марисоль» — Донья Лоренса.
- 1998 — «Живу ради Елены» — директор.
- 2002-03 — «Таковы эти женщины» — Бригида Коркуэра.
- 2007 — «Любовь без грима»

### Избранные фильмы
- 1960 — «Проклятие Нострадамуса»